# Yogo (Niger)
Yogo (auch: Elh Ali Kédéla, Yogou) ist ein Dorf in der Landgemeinde N’Gourti in Niger.

## Geographie
Das von einem traditionellen Ortsvorsteher (chef traditionnel) geleitete Dorf liegt etwa 500 Meter von der Staatsgrenze zu Tschad entfernt. Es befindet sich rund 80 Kilometer südöstlich des Hauptorts N’Gourti der gleichnamigen Landgemeinde und des gleichnamigen Departements N’Gourti, das zur Region Diffa gehört. Zu den Siedlungen in der näheren Umgebung von Yogo zählt Djouraye im Westen. Etwa 30 Kilometer südwestlich von Yogo erhebt sich der die Landschaft dominierende, 305 m hohe Hügel Molo Sanidinga.
Es herrscht das Klima der Sahara vor, mit einer durchschnittlichen jährlichen Niederschlagsmenge von unter 200 mm.

## Bevölkerung
Bei der Volkszählung 2012 hatte Yogo 595 Einwohner, die in 112 Haushalten lebten. Bei der Volkszählung 2001 betrug die Einwohnerzahl 401 in 72 Haushalten und bei der Volkszählung 1988 belief sich die Einwohnerzahl auf 134 in 23 Haushalten.
Yogo ist eine der Hauptsiedlungen der ethnischen Gruppen der Tubu und Araber in der Region Diffa, in der sie rund zehn Prozent der Gesamtbevölkerung stellen. Das Dorf ist der Sitz einer aus mehreren Stämmen bestehenden und von einem sheick angeführten Tubu-Daza-Gruppierung. Die Bevölkerungsdichte in diesem Gebiet ist gering und liegt bei unter 10 Einwohnern je Quadratkilometer.

## Wirtschaft und Infrastruktur
Die Siedlung liegt in einem Gebiet der Naturweidewirtschaft, wobei vor allem die Rinder- und Schafzucht wirtschaftlich bedeutend sind. Mit einem Centre de Santé Intégré (CSI) ist ein Gesundheitszentrum im Ort vorhanden. Außerdem gibt es eine veterinärmedizinische Station. Das nigrische Unterrichtsministerium richtete 1996 gemeinsam mit dem Welternährungsprogramm der Vereinten Nationen zahlreiche Schulkantinen in von Ernährungsunsicherheit betroffenen Zonen ein, darunter eine für Nomadenkinder in Yogo.